# Johanna Sjöberg
Johanna Sjöberg (Bromölla, 8 marzo 1978) è un'ex nuotatrice svedese.
Specializzata nello stile libero e nella farfalla, ha vinto una medaglia di bronzo alle Olimpiadi di Sydney 2000 nella staffetta 4x100m sl.

## Palmarès
- Olimpiadi

Sydney 2000: bronzo nella 4x100m sl.
- Mondiali in vasca corta

Rio de Janeiro 1995: bronzo nella 4x100m sl.
Göteborg 1997: argento nella 4x200m sl e bronzo nella 4x100m sl.
Hong Kong 1999: oro nella 4x200m sl, argento nei 100m farfalla e bronzo nella 4x100m misti.
Atene 2000: oro nella 4x100m sl e nella 4x100m misti e argento nei 100m farfalla.
Mosca 2002: oro nella 4x100m sl e nella 4x100m misti.
Indianapolis 2004: argento nella 4x100m sl, bronzo nella 4x200m sl e nella 4x100m misti.
- Europei

Siviglia 1997: argento nella 4x200m sl e bronzo nei 100m farfalla.
Istanbul 1999: oro nella 4x100m misti, argento nei 50m farfalla, nei 100m farfalla e nella 4x200m sl.
Helsinki 2000: oro nella 4x100m sl e nella 4x100m misti e bronzo nei 200m farfalla.
Berlino 2002: argento nella 4x100m sl e nella 4x100m misti e bronzo nella 4x200m sl.
Madrid 2004: bronzo nella 4x100m sl.
- Europei in vasca corta

Rostock 1996: oro nei 50m farfalla e nei 100m farfalla, argento nei 200m farfalla e nella 4x50m sl e bronzo nella 4x50m misti.
Sheffield 1998: argento nei 100m farfalla e nella 4x50m misti, bronzo nei 50m farfalla e nei 200m farfalla.
Lisbona 1999: oro nei 100m farfalla, nella 4x50m sl e nella 4x50m misti, argento nei 50m farfalla e nei 200m farfalla.
Valencia 2000: oro nella 4x50m sl e nella 4x50m misti, argento nei 100m farfalla e nei 100m sl e bronzo nei 50m farfalla.
Anversa 2001: oro nella 4x50m sl e nella 4x50m misti, argento nei 100m farfalla, bronzo nei 50m sl e nei 100m sl.
Dublino 2003: oro nella 4x50m misti, argento nei 100m farfalla e nella 4x50m sl.
Trieste 2005: argento nella 4x50m sl e bronzo nei 100m farfalla.
- Vincitrice della Coppa del Mondo di farfalla nel 1999